# La nariz (Akutagawa)
La nariz (鼻 Hana?) es un cuento japonés satírico de Ryūnosuke Akutagawa basado en un cuento del siglo XIII de Uji Shūi Monogatari. "La nariz" fue la segunda historia corta de Akutagawa, escrita poco después de "Rashōmon". Fue publicado por primera vez en enero de 1916 en la revista estudiantil Shinshichō de la Universidad Imperial de Tokio y más tarde se publicó en otras revistas y varias antologías de Akutagawa. La historia es principalmente un comentario sobre la vanidad y la religión, en un estilo y un tema típico de la obra de Akutagawa.

## Argumento

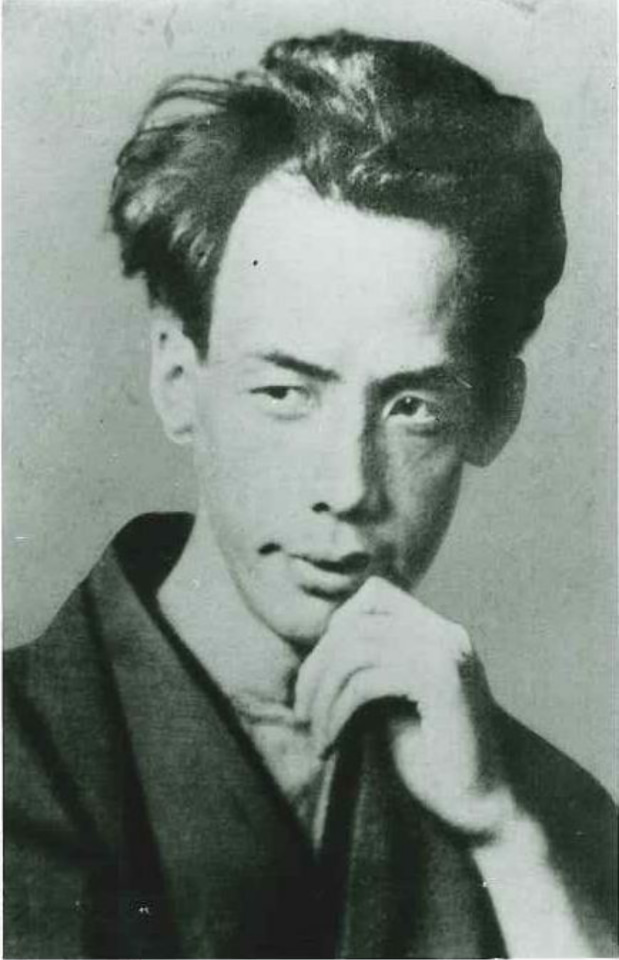
Akutagawa Ryunosuke, autor del cuento.

Zenchi Naigu, un sacerdote budista del período Heian, está más preocupado por disminuir su nariz excesivamente larga y colgante que por estudiar y enseñar los sutras. Finge ignorar su nariz por miedo a que se la mencione, y estudia textos religiosos en un intento desesperado de encontrar a una persona con una nariz como la suya. Cuando está en privado, constantemente se mira la nariz en un espejo, esperando ver la más mínima contracción.
Un otoño, un discípulo revela que aprendió una nueva técnica para reducir la nariz de un amigo, un médico chino que se ha convertido en un sacerdote de alto rango en el templo Chōrakuji en Kyoto. Al principio, Naigu finge el desinterés, para apelar a la idea errónea de que no se preocupa por su nariz, pero finalmente "cede" a la insistencia de su discípulo. El discípulo primero hierve la nariz, luego la pisotea y finalmente elimina las gotas de grasa de los extractos de la nariz. Para satisfacción de Naigu, la nariz, una vez colgando más allá de su barbilla, ahora tiene el tamaño de una típica nariz enganchada.
Naigu, emocionado pero nervioso, inicia sus rutinas semanales. Sin embargo, se sorprende al descubrir que la gente que encuentra se ríe de él mucho más abiertamente que antes. Naigu se vuelve amargo y duro, hasta el punto en que un discípulo proclama: "Naigu será castigado por tratarnos tan duramente en lugar de enseñarnos la Ley de Buda".] La gente sigue riéndose de Naigu por su vanidad, hasta que un día, Naigu se despierta, y para su alivio y regocijo, su nariz ha vuelto a su longitud original.

## Temas principales
Akutagawa explora los temas de la vanidad y el egoísmo en "La nariz". La vanidad de Naigu lo lleva a obsesionarse solo con su nariz. Esta vanidad finalmente produce desfiguración y una frialdad de sus compañeros, reconociendo el egoísmo de Naigu tomando precedencia sobre sus estudios religiosos y enseñanza. En lugar de su condición de sacerdote renombrado, Naigu ve su nariz como la fuente de cómo la sociedad lo juzgará. Como es típico con Akutagawa, estos temas psicológicos intrínsecamente modernos se inyectan directamente en las historias y los mitos antiguos.

## Importancia literaria y recepción
Akutagawa ganó gran parte de su fama inicial gracias a "La nariz", una de sus primeras obras.
Después de leer "La nariz", el renombrado escritor Natsume Sōseki envió una carta a Akutagawa, elogiando su trabajo:

Encontré tu pieza ["La Nariz"] muy interesante. Sobria y seria sin tratar de ser graciosa. Se respira humor, una señal segura de un gusto refinado. Además, el material es fresco y llamativo. Su estilo está bien publicado, admirablemente apropiado.

La historia hace numerosas referencias a las escrituras budistas, mencionando muchos de sus personajes, como Mokuren, Sharihotsu, Ryūju, Memyō y los Bodhisattvas. También hace referencia a una historia china donde se dice que el emperador chino Shu Han Liu Bei tuvo orejas largas.
La novela corta del escritor peruano-mexicano Mario Bellatin, Shiki Nagaoka: Una nariz de ficción, da inicio con una cita directa del cuento y toma muchos de sus temas, centrándose alrededor de un hombre japonés con una gran nariz.